# Alëna Apina
Elena Evgen'eva Apina (in russo Еле́на Евге́ньевна А́пина?), nata Lëvočkina (in russo Лёвочкина?), nota come Alëna Apina (in russo Алёна Апина?; Saratov, 23 agosto 1964) è una cantante, compositore e conduttrice radiofonica russa, già sovietica.
Ex solista del gruppo Kombinacija (1988–1991).

## Discografia

### Album in studio
- 1992 – Ilica ljubvi
- 1993 – Tancevat' do utra
- 1994 – Pljažnyj sezon
- 1995 – Propaščaja duša
- 1996 – Sopernica
- 1997 – Ob"jasnenie v ljubvi
- 1998 – Ljubi kak ja
- 1999 – Topolja
- 2001 – O sud'be i o sebe
- 2003 – Pojdёm so mnoj
- 2007 – Samolёt na Moskvu
- 2010 – Eščё raz pro ljubov
- 2018 – Davaj tak

### Album dal vivo
- 1995 – Limita

### EP
- 2014 – Melodija

### Album video
- 1994 – Tancevat' do utra
- 1995 – Limita
- 1997 – Ob"jasnenie v ljubvi

### Raccolte
- 1993 – Alëna Apina
- 1994 – Do i posle
- 1995 – Muzyka dlja diskotek
- 1995 – Uzelki
- 1995 – Lučšie pesni
- 1997 – Izbrannoe
- 1998 – The Best
- 1999 – Zvёzdaja serija
- 2001 – Ty mne ne snišsja
- 2004 – Ljubovnoe nastroenie
- 2013 – Lučšee, ljubimoe...
- 2014 – Bolšaja kollekcija

## Onorificenze
- 2002 – Artista onorato della Federazione Russa[1]